# Responsabilité des dirigeants en France
 (décembre 2008).
Si vous disposez d'ouvrages ou d'articles de référence ou si vous connaissez des sites web de qualité traitant du thème abordé ici, merci de compléter l'article en donnant les références utiles à sa vérifiabilité et en les liant à la section « Notes et références ».
La responsabilité des dirigeants de société commerciale est en droit français susceptible d'être mise en cause, soit par les associés soit par des tiers en cas de faute dissociable de leur fonction, ou par les seuls associés en cas de faute de gestion. 

## Dirigeants
Les dirigeants concernés sont pour la plupart des mandataires d'une société commerciale exerçant des fonctions de direction. Peuvent être impliqués à ce titre les gérants de SARL, les membres du directoire, les directeurs généraux, les administrateurs...

## Conditions de mise en cause de leur responsabilité
La responsabilité personnelle des dirigeants est susceptible d'être mise en cause par les associés comme par des personnes étrangères à la société lorsqu'il commettent une faute dissociable de leur fonction. 
Elle peut également être mise en cause par les associés en cas de faute de gestion du dirigeant. Les associés peuvent agir soit collectivement, soit individuellement, pour demander réparation du préjudice subi, non par eux-mêmes, mais par la société. 
Les actions accomplies par les dirigeants et susceptibles de les mettre en cause sont multiples : 
Le droit fiscal prévoit la mise en cause de dirigeant à l'article L 267 livre des procédures fiscales [2]. 
Lorsqu'un dirigeant d'une société, d'une personne morale ou de tout autre groupement, est responsable des manœuvres frauduleuses ou de l'inobservation grave et répétée des obligations fiscales qui ont rendu impossible le recouvrement des impositions et des pénalités dues par la société, la personne morale ou le groupement, ce dirigeant peut, s'il n'est pas déjà tenu au paiement des dettes sociales en application d'une autre disposition, être déclaré solidairement responsable du paiement de ces impositions et pénalités par le président du tribunal de grande instance. À cette fin, le comptable public compétent assigne le dirigeant devant le président du tribunal de grande instance du lieu du siège social. Cette disposition est applicable à toute personne exerçant en droit ou en fait, directement ou indirectement, la direction effective de la société, de la personne morale ou du groupement. 
À cette fin, le comptable public compétent assigne le dirigeant devant le président du tribunal de grande instance du lieu du siège social. Cette disposition est applicable à toute personne exerçant en droit ou en fait, directement ou indirectement, la direction effective de la société, de la personne morale ou du groupement. 
Les voies de recours qui peuvent être exercées par le président du tribunal de grande instance ne font pas obstacle à ce que le comptable prenne à leur encontre des mesures conservatoires en vue de préserver le recouvrement de leur créance.  
La jurisprudence exige que les diligences d'assiette et de recouvrement soient effectuées avant l'engagement de la responsabilité du dirigeant et que cette action soit menée dans un délai raisonnable.    
Violation des statuts et des dispositions légales 
Les conséquences dommageables d'actions d'un dirigeant qui agirait par exemple en dehors de l'objet social de la société peuvent faire l'objet d'une action en réparation tant de la part des associés que des tiers. 

### Fautes de gestion
Dans ce cas, seule la société, au travers d'une décision de son assemblée générale des actionnaires, peut mettre en cause la responsabilité du dirigeant, qui a ainsi nuit à l'intérêt de l'entreprise.
Ces fautes peuvent être multiples, et peuvent résulter de la dissimulation d'informations sur la situation de l'entreprise à l'égard de l'assemblée générale, ou encore de décisions  de gestion ou d'investissements déraisonnés, effectués en toute connaissance de cause (par exemple pour des raisons personnelles).

### Droit du travail
Le domaine du droit du travail est susceptible de mettre en cause la responsabilité pénale personnelle du dirigeant.
En effet, si en matière civile, la société (en tant qu'employeur) sera de façon générale poursuivie par le salarié qui aura considéré avoir subi un préjudice, en revanche, sur le plan pénal, ce sont les dirigeants de droit qui seront mis en cause.